# Corme-Aldea
Corme-Aldea o San Adrián de Corme-Aldea (llamada oficialmente Santo Adrán de Corme Aldea) es una parroquia española del municipio de Puenteceso, en la provincia de La Coruña, Galicia.

## Entidades de población
Entidades de población que forman parte de la parroquia:
- Aldea (A Aldea)
- Costa (A Costa)
- Escobia (A Escobia)
- Froján (Froxán)
- Gondomín (Gondomil)
- Gujín (Guxín)
- Roncudo (O Roncudo)

## Demografía
| Gráfica de evolución demográfica de Corme-Aldea entre 2000 y 2019 |
|                                                                   |
| Datos según el nomenclátor publicado por el INE.                  |

## Patrimonio

### Pedra da Serpe[6]

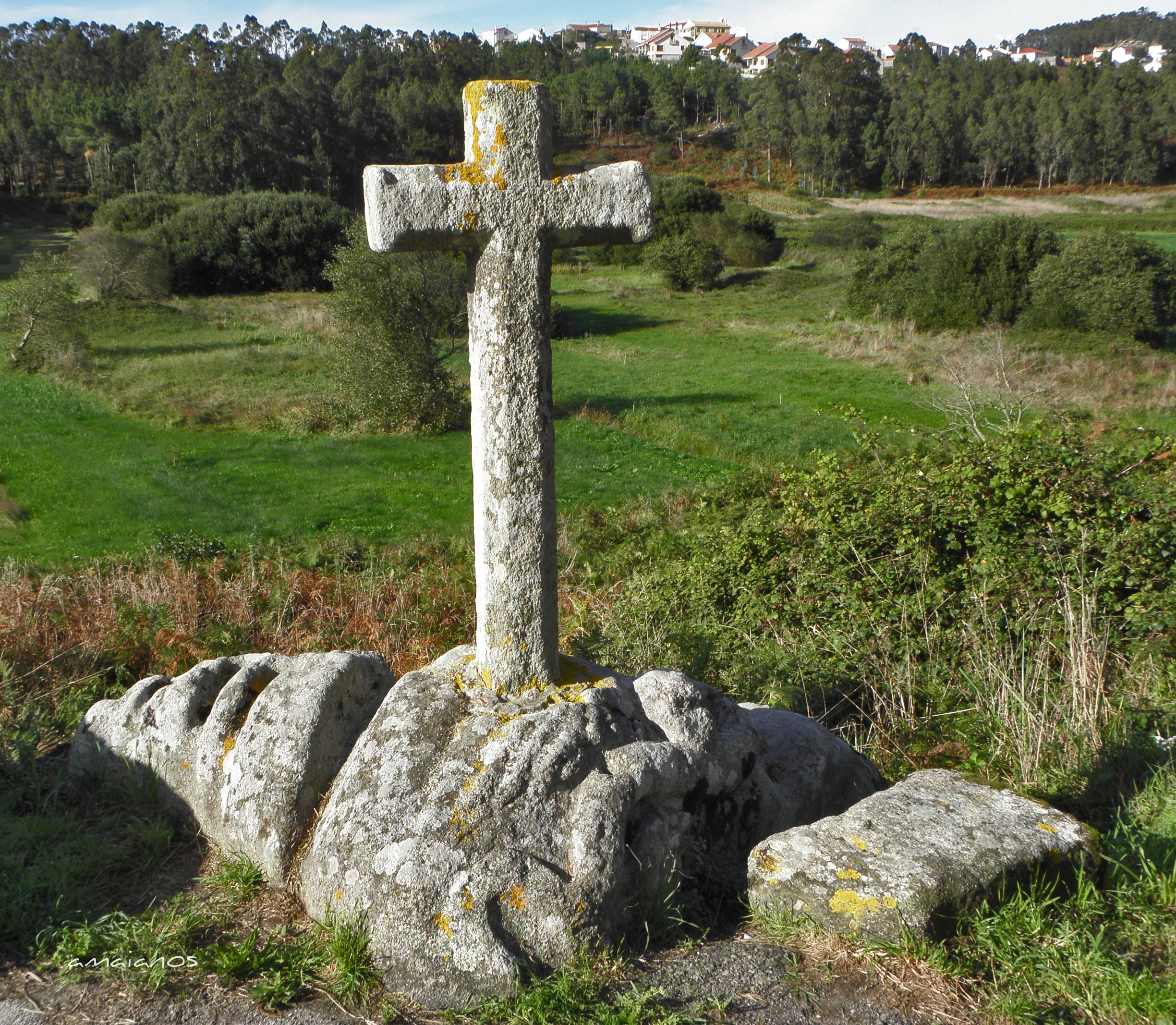
La Pedra da Serpe y su crucero añadido.

La Pedra da Serpe, Piedra de la Serpiente, es un monumento próximo a Corme situado en la carretera de acceso a la aldea de Gondomil y a la playa de la Ermida. Es un relieve de una serpiente alada esculpido sobre uno de los laterales de una roca granítica que aflora. Sobre ella, la Iglesia católica añadió una cruz latina, como forma de cristianización de cultos paganos. 
Tanto su origen como la fecha de escultura del relieve son desconocidos e inciertos, siendo posible que sea de época romana o posterior, medieval o más tardía, ya que los relieves figurativos —en este caso una serpiente alada—, solo aparecen a partir de la romanización. La cruz latina, clavada muy posteriormente, fue accidentalmente destruida y reemplazada por otra de factura reciente.
Según una leyenda, la plaga de serpientes que infestaba la zona fue erradicada por San Adrián, patrón de la parroquia de Corme, golpeando con fuerza con el pie en el suelo, de forma que las hizo desaparecer, quedando mágicamente todas bajo esta piedra. 
La simbología general de las serpientes y su significado son diversos y variados, casi siempre desconocidos. Entre otros significados se las ha relacionado con la fecundidad, como guardianas y protectoras de tesoros, como sanadoras o o sinónimos de eternidad, y también como representantes del mal y del diablo. 

## Playa
- La playa de la Ermida es la playa más grande de la parroquia y su longitud alcanza el medio kilómetro. Su acceso se hace a través de la carretera que lleva a la aldea de Gondomil y al monumento de la Pedra da Serpe, aproximadamente 500 metros antes de la entrada a la playa del Osmo. Esta playa se caracteriza por sus dunas y su cercanía a la isla de la Estrela, a la que se puede acceder andando en marea baja y donde hubo un castro y más tarde se levantó una ermita dedicada a Nuestra Señora da Estrela, que dio nombre a la isla y a la playa. Dispone de aparcamiento, duchas, juegos para los niños y servicio de socorrismo, y fue declarada Bandera Azul en 2017.[8]